# 공주 수촌리 고분군
공주 수촌리 고분군(公州 水村里 古墳群)은 대한민국 충청남도 공주시 의당면 수촌리에 있는 고분군이다. 2005년 3월 3일 대한민국의 사적 제460호로 지정되었다.

## 개요
공주수촌리고분군은 공주시에서 계획한 의당농공단지 조성 예정부지에 대한 지표조사 후 유적의 존재가 확인되어 해당지역에 대한 발굴조사를 통해 각종유물이 발견되었다.
공주수촌리고분군 일대에서는 청동기시대 주거지, 초기철기시대 토광묘, 백제시대 부묘(대형토광목곽묘, 횡혈식 석실분, 수혈식 석곽묘)등이 조사되었다.
초기철기시대 토광묘는 세형동검과 검파두식(검자루끝장식) 등 다양한 청동제품과 점토대토기(점토띠토기), 흑고장경호 등 토기가 매장 당시의 모습을 그대로 보여주고 있어 초기철기시대 묘제연구에 있어 중요한 자료이다.
백제시대 분묘는 공주지역 백제고분의 변천과정을 파악하는데 좋은 자료일 뿐만 아니라 출토된 유물이 백제의 웅진천도 이전에 조영된 것으로 짐작되어 그 중요성이 매우 크다. 금동관과 금동신발, 금제이식, 환두대도(고리자루큰칼), 중국제 흑유도기, 흑유 계수호(닭머리모양 주전자)등 위세품으로 판단되는 유물들이 함께 부장되어 있어 피장자의 신분이 당시 공주지역 유력자였을 것으로 추정할 수 있으며 이는 한성 백제시대의 중앙과 지방의 상호관련성을 보여주는 백제사의 중요한 자료이다.

## 현지 안내문
공주시 의당면 수촌리에 자리하고 있는 백제시대 고분군이다. 발굴조사를 통해 목곽묘 2기, 앞트기식 돌방무덤(橫口式石室墳) 1기, 굴식 돌방무덤((橫穴式石室墳) 2기 등이 확인되었다.
목곽묘는 지하로 땅을 파고 바닥에 자갈을 깐 다음, 그 위에 목곽을 안치하였다. 목곽 안에는 다시 길이 240cm, 너비 80cm 크기의 목관이 높여져 있었다. 목곽 안에서는 금동관모, 금동신발, 김제 귀걸이, 환두대도, 중국제 자기 등이 출토되었으며, 목곽 안에서는 등자, 재갈, 백제토기 등이 출토되었다. 금동관모로 보아 피장자는 북침(北枕)하였던 것을 알 수 있었다.
앞트기식 돌방무덤은 지하로 땅을 파고 만든 것인데, 바닥에는 자갈을 깔았다. 금동신발, 환두대도, 백제토기 등이 출토되었는데, 피장자는 머리를 서남쪽으로 두고 있었던 것으로 보인다.
굴식 돌방무덤은 역시 지하로 땅을 파고 정사각형에 가까운 직사각형 형태의 묘실(墓室)을 만들었는데, 남벽의 한가운데에 출입시설인 연도(羨道)가 달려 있었다. 묘실의 바닥은 자갈을 깔았으며, 특히 4호분에는 관대(棺臺)가 남아 있었다. 금동관모, 금동신발, 환두대도, 중국제 자기를 비롯하여 금제 귀걸이, 백제토기 등이 출토되었다. 수촌리고분군은 4세기 발에서 5세기 전반경에 조성된 것으로, 당시 백제의 중앙세력과 지방세력의 관계를 살펴볼 수 있는 매우 귀중한 자료이다.

## 참고 자료
- 공주 수촌리 고분군 - 국가유산청 국가유산포털